# Jurij Drevenšek
Jurij Drevenšek, slovenski dramski in filmski igralec ter kolumnist, * 14. april 1985, Maribor.

## Življenjepis
Po zaključeni maturi na I. gimnaziji Maribor in predmetu kitare na Konservatoriju Maribor, se je vpisal na študij dramske igre na Akademiji za gledališče, radio, film in televizijo v Ljubljani. Leta 2009 se je zaposlil v ansamblu Mestnega gledališča ljubljanskega, leta 2014 pa v Drami SNG Maribor, kjer je ostal do odhoda na svobodo leta 2018. 
Leta 2013 je bil kolumnist časnika Večer, od leta 2018 je voditelj prireditve Bob leta. 

## Filmografija

### TV serije
- 2021 - Marko Breznik; Primeri inšpektorja Vrenka, režija: Slobodan Maksimovič, Boris Jurjaševič
- Brat bratu (TV Slovenija), v režiji Branka Đuriča[2]

### Filmi
- 2021- Borut; Nomad, režija: Taron Lexton
- 2017 - Heki; Stekle lisice, režija: Jure Ivanušič
- 2015 - Mladen; Svitanje, režija: Tina Ščavničar
- 2015 - Šef študentov; Štiri stvari, ki sem jih hotel početi s tabo, režija: Miha Knific
- 2015 - Vintrl; Idila, režija: Tomaž Gorkič
- 2013 - Maks; Ivan brez življenja, režija: Domen Martinčič
- 2011 - Policist; Zmaga ali kako je Maks Bigec zasukal kolo zgodovine, režija: Miran Zupanič
- 2010 - Simon; Kruha in iger, režija: Klemen Dvornik
- 2008 - Uslužbenec ZOM; Prehod, režija: Boris Palčič
- 2008 - Famul Stuart; 10 minut proti celem življenju, režija: Matic Grgič
- 2007 - Osa, režija: Kaja Tokuhisa
- 2007 - Rado; To je Slovenija, režija: Urša Menart
- 2007 - Domen; Bordo rdeča, režija: Nejc Gazvoda
- 2006 - Aljaž; Hej, tovariši, režija: Gregor Božič[3]

## Nagrade
Za svoje umetniško ustvarjanje je prejel veliko število nagrad. Najvidnejše nagrade so:
- Borštnikova nagrada umetniškemu kolektivu uprizoritve Ljudožerci v produkciji Drame SNG Maribor, 52. Festival Borštnikovo srečanje, 2017
- Posebno priznanje celotni zasedbi uprizoritve Večno mladi - 40. festival Dnevi satire Fadila Hadžića, Satiričko kazalište Kerempuh, Zagreb, 2016
- Vesna za najboljšo stransko moško vlogo v filmu Idila, 18. festival slovenskega filma, 2015
- Dnevnikova nagrada za najboljšo umetniško stvaritev v sezoni 2012/2013, 2013